# Baxter Stockman
Baxter Stockman è un personaggio immaginario dei cartoni, dei fumetti e dei film delle Tartarughe Ninja. Stockman è uno scienziato pazzo e tra i peggiori nemici delle Tartarughe.

## Il personaggio

### Serie del 1987
In Tartarughe Ninja alla riscossa è uno scienziato di etnia caucasica (e non afroamericano come nei fumetti) che ha sviluppato dei robot cacciatori di ratti chiamati Mousers per conto del perfido Shredder, con l'intento di mandarli a uccidere Splinter.

### Serie del 2003
In Tartarughe Ninja Stockman è un afroamericano come nella serie a fumetti. Anche qui all'inizio cerca di sviluppare i Mousers per conto di Shredder, avendo April O'Neil come assistente finché quest'ultima non scopre le sue reali intenzioni. Nel corso della serie subisce varie ferite perdendo sempre più parti organiche del proprio corpo (perlopiù per via delle crudeli punizioni inflitte da Shredder), sostituendole ogni volta con parti robotiche. Alla fine di lui non resterà che il cervello, tenuto in vita da vari supporti robotici. Verso la fine della serie Stockman, aiutato dall'agente governativo Bishop, clonerà il suo vecchio corpo nella speranza di poter ritornare umano, tuttavia l'esperimento fallirà e il nuovo corpo di Stockman andrà incontro ad un inevitabile degenerazione cellulare e nello scontro finale con le Tartarughe sembrerà perire affogando nel fiume Hudson. Tuttavia Bishop, ancora bisognoso delle sue capacità, impianterà il suo cervello e ciò che era rimasto del suo sistema nervoso in un nuovo corpo meccanico.

### Serie del 2012
In questa serie animata Stockman si considera sin dall'infanzia un genio incompreso, e si scontra più volte con le Tartarughe creando soldati mutanti per conto di Shredder, ed egli stesso nel corso della serie verrà tramutato in un ibrido uomo-mosca.

### Film del 2014
Stockman compare in cameo nel film Tartarughe Ninja, dove viene interpretato da K. Todd Freeman.

### Film del 2016
Stockman compare personalmente nel secondo film Tartarughe Ninja - Fuori dall'ombra, dove viene interpretato da Tyler Perry.

### Film del 2019
Stockman compare anche nel film animato crossover Batman vs. Teenage Mutant Ninja Turtles.

### Film del 2023
Appare nel film Tartarughe Ninja - Caos mutante, dove è doppiato in originale da Giancarlo Esposito e in Italiano dallo YouTuber Kendal.